# 영국령 소말릴란드
영국령 소말릴란드(British Somaliland)는 1884년부터 1960년까지 존재한 아프리카의 뿔에 위치했던 영국의 보호령·식민지를 가리킨다.

## 개요
1870년대까지 이 지역은 이집트의 무하마드 알리 왕조가 지배하고 있었다. 하지만 1884년에 아덴 주둔의 영국군이 주둔하게 되고, 소말릴란드의 각 부족과 협정을 체결하고, 1887년에는 영국에 의해 보호령화되었다. 1898년까지 행정상으로는 영국령 인도 제국의 통치하에 있었지만 영국 외무성에 소관이 옮겨지고, 1905년에 식민지성의 관할이 되었다.
1900년부터 영국의 내륙 침략에 반발한 소말리인의 종교 지도자 모하메드 빈 압둘라에 의한 저항이 잇따르자, 내륙에서 친영 세력을 구축되고 1920년에 화해했다. 그 사이에 이탈리아가 내륙지방의 지배권을 확립하고 이탈리아령 소말릴란드를 성립시키고 있었다.
제2차 세계 대전중인 1940년 8월 3일, 17만 5천명의 군세를 인솔한 이탈리아군(70%는 아프리카인)이 영국령 소말릴란드에 침입하고 8월 19일에 동부 지역은 완전히 이탈리아의 지배하에 들어갔다. 그 후 이탈리아령 소말릴란드, 에티오피아, 에리트레아로 구성되는 이탈리아령 동아프리카와는 별개의 행정체로서 통치되었지만, 1941년 3월에 영국이 탈환했다.
영국의 지배하로 다시 들어온 영국령 소말릴란드는, 1960년 6월 26일 독립했고 영국령 소말릴란드의 76년간의 통치가 종료했다. 하지만 이 독립은 7월 1일 예정의 이탈리아령 지역의 독립이 예측되었고, 이탈리아령 소말릴란드와의 통합을 목적으로 한 것으로, 이 독립은 5일 만에 끝났다. 예정대로 7월 1일에 두 지방은 통합되어 소말리아 공화국이 되었다. 하지만 남부중심의 경제정책등에서 모가디슈의 정부에 반발하고 있던 북부의 소말리 국민운동(SNM)은 모하메드 시아드 발레 정권 붕괴 후의 혼란의 틈에 구 영국령 소말릴란드 지역의 분리 독립을 계획했고, 1991년 6월에 소말릴란드 공화국으로 독립했다. 국제적인 승인은 미미하지만(수료국: 0개국, 승인국: 0개국), 사실상의 독립국으로 현재에까지 이르고 있다.